# Giuseppe Sinico
Giuseppe Sinico (Trieste, 2 ottobre 1836 – Trieste, 31 dicembre 1907) è stato un compositore italiano.

## Biografia
Figlio del musicista Francesco Sinico (Trieste, 1810 - Trieste, 1865) che fu anche il suo insegnante, fu maestro di canto e compositore.
Divenne Maestro di Cappella nella basilica greco-illirica della sua città.

La sua attività di compositore si espresse prevalentemente nella musica sacra, per la quale gli si debbono numerose opere. Nel 6º centenario della nascita di Dante
(1865) musicò il Padre nostro dell'Alighieri. Divenne famoso per la composizione del melodramma storico Marinella, ambientato durante l'ultima breve occupazione veneziana di Trieste (1508-1509), all'interno del quale è contenuto l'inno municipalista Viva san Giusto, subito adottato quale inno cittadino dai patrioti triestini in funzione anti-austriaca.
Né trascurò l'opera lirica, realizzando cinque opere. La sesta doveva essere il Don Carlo, ma, avendo saputo che Giuseppe Verdi ne aveva iniziato la
composizione, abbandonò il progetto.

Morì a Trieste, a 71 anni.

## Opere liriche
- 1854 - Marinella
- 1859 - I Moschettieri
- 1861 - Aurora di Nevers
- 1863 - Alessandro Stradella
- 1886 - Spartacus